# 弗拉基米尔·安德烈耶维奇·沃尔科夫
弗拉基米尔·安德烈耶维奇·沃尔科夫（俄语：Владимир Андреевич Волков，1940年2月10日—2017年3月9日），苏联和俄罗斯外交官。

## 生平
1940年2月10日生于普斯科夫州泽连尼诺村。1968年毕业于莫斯科国立国际关系学院，1982年毕业于苏联外交部外交学院。曾在苏联驻印度（1969年－1973年），（1975年－1978年）和西班牙大使馆（1986年－1991年）工作。1995年至1999年，任俄罗斯驻埃塞俄比亚大使。2000年至2011年，任俄罗斯联邦与哈萨克斯坦共和国边界划定事务無任所大使。2005年获授友谊勋章。2017年3月9日逝世，终年77岁。